# سیارک ۱۵۲۱۴۶
سیارک ۱۵۲۱۴۶ (به انگلیسی: 152146 Rosenlappin، نامگذاری:2005LJ15) صد و پنجاه و دو هزار و صد و چهل و ششمین سیارک کشف شده‌است که در ۹ ژوئن ۲۰۰۵ کشف شد.